# 8682 Kräklingbo
8682 Kräklingbo är en asteroid i huvudbältet som upptäcktes den 2 mars 1992 i samband med det svenska projektet UESAC. Den fick den preliminära beteckningen 1992 ER9 och  namngavs senare efter den svenska orten Kräklingbo i Gotlands kommun på Gotland, belägen vid Kräklingbo träsk.
Den tillhör asteroidgruppen Themis.
Kräklingbos senaste periheliepassage skedde den 5 mars 2022.